# Pontificia opera per la preservazione della fede e la provvista di nuove chiese in Roma
La Pontificia opera per la preservazione della fede e la provvista di nuove chiese in Roma è nata il 5 agosto del 1930 per volontà di papa Pio XI, che le ha attribuito lo specifico compito di provvedere, "con la maggiore sollecitudine possibile", 
In tre quarti di secolo, sono sorti ben 269 nuovi complessi. Le parrocchie della diocesi, infatti, sono oggi 333, contro le 64 di allora. 
Con la lettera apostolica in forma di Motu proprio del 1º luglio 1989, Papa Giovanni Paolo II stabilì di far passare tale istituto sotto la giurisdizione immediata e diretta del Cardinale Vicario Generale per la Città di Roma, il quale di diritto acquisisce la carica di Presidente e di Rappresentante Legale, dotando l'istituto di un Consiglio di Amministrazione secondo gli Ordinamenti propri. Inoltre, venne mutato il nome dell'istituto in quello di «Opera Romana per la preservazione della Fede e la provvista di nuove Chiese in Roma».